# Pierres (Eure-et-Loir)
Pierres is een gemeente in het Franse departement Eure-et-Loir (regio Centre-Val de Loire). De plaats maakt deel uit van het arrondissement Chartres. Pierres telde op 1 januari 2022 2.792 inwoners.

## Geografie
De oppervlakte van Pierres bedroeg op 1 januari 2022 10,41 vierkante kilometer; de bevolkingsdichtheid was toen 268,2 inwoners per km².

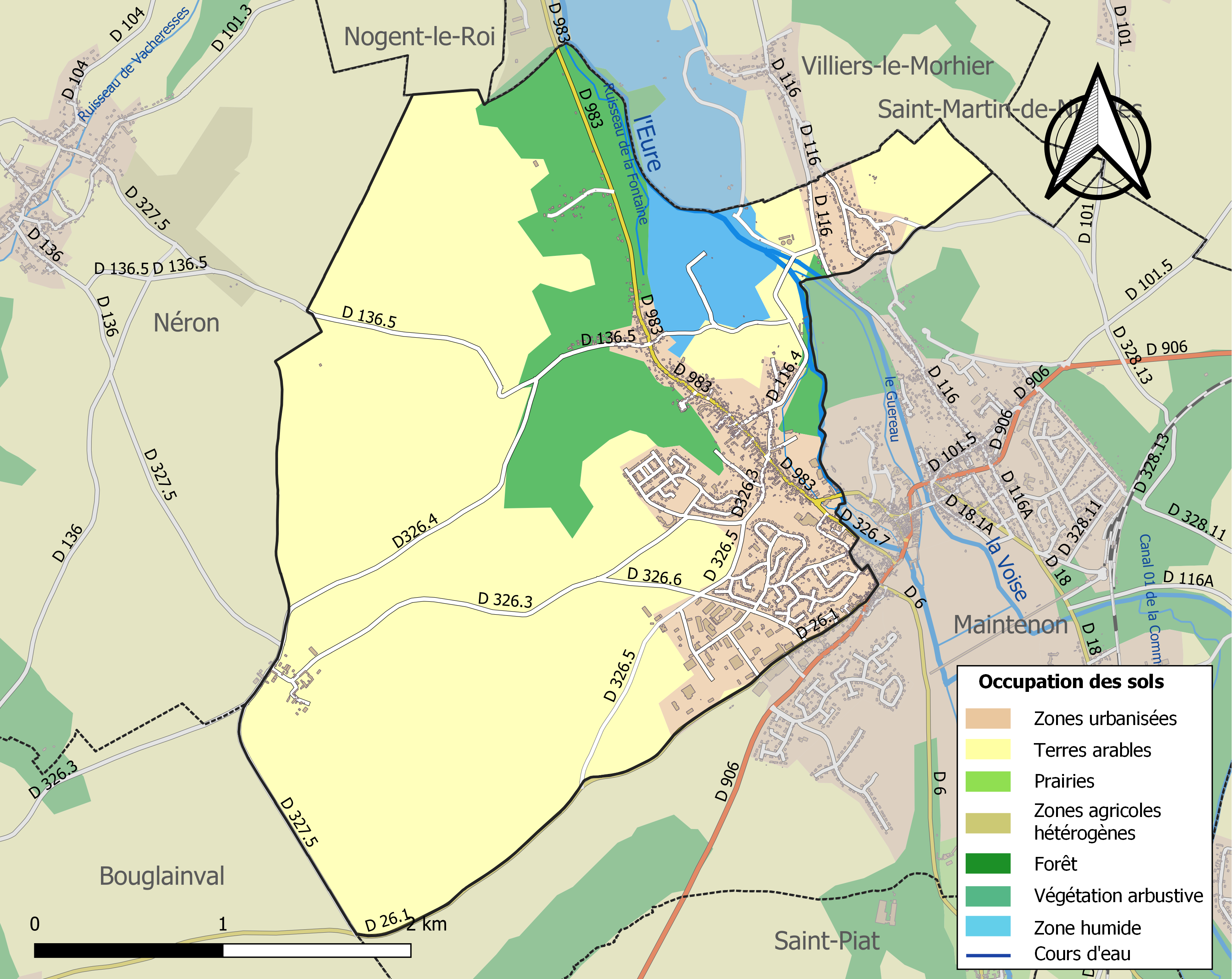
Kaart van de gemeente met belangrijkste infrastructuur, bodemgebruik en omliggende gemeenten

## Demografie
Onderstaande figuur toont het verloop van het inwonertal (bron: INSEE-tellingen).